# Yuji Hamano
Yuji Hamano, född 6 september 1980, är en japansk bågskytt. Han deltog vid olympiska sommarspelen 2000 och 2004.